# H1F0
H1F0 (англ. H1 histone family member 0) – білок, який кодується однойменним геном, розташованим у людей на довгому плечі 22-ї хромосоми. Довжина поліпептидного ланцюга білка становить 194 амінокислот, а молекулярна маса — 20 863.
Представник родини білків гістонів H1.
| 10         |  | 20         |  | 30         |  | 40         |  | 50         |
| ---------- |  | ---------- |  | ---------- |  | ---------- |  | ---------- |
| MTENSTSAPA |  | AKPKRAKASK |  | KSTDHPKYSD |  | MIVAAIQAEK |  | NRAGSSRQSI |
| QKYIKSHYKV |  | GENADSQIKL |  | SIKRLVTTGV |  | LKQTKGVGAS |  | GSFRLAKSDE |
| PKKSVAFKKT |  | KKEIKKVATP |  | KKASKPKKAA |  | SKAPTKKPKA |  | TPVKKAKKKL |
| AATPKKAKKP |  | KTVKAKPVKA |  | SKPKKAKPVK |  | PKAKSSAKRA |  | GKKK       |

A: Аланін

D: Аспарагінова кислота

E: Глутамінова кислота

F: Фенілаланін

G: Гліцин

H: Гістидин

I: Ізолейцин

K: Лізин

L: Лейцин

M: Метіонін

N: Аспарагін

P: Пролін

Q: Глутамін

R: Аргінін

S: Серин

T: Треонін

V: Валін

Кодований геном білок за функцією належить до фосфопротеїнів. 
Задіяний у таких біологічних процесах, як ацетилювання, альтернативний сплайсинг. 
Білок має сайт для зв'язування з ДНК. 
Локалізований у ядрі, хромосомах.